# Športni park Dob
Športni park Dob sestavlja manjši stadion v kraju Dob pri Domžalah, ter dve pomožni igrišči. Na njem domuje NK Dob, kateri igra v drugi slovenski ligi. Stadion ima 287 pokritih sedežev in  razsvetljavo, katera omogoča treninge v poznih urah.

## Zgodovina
Stadion Športnega parka Dob, je bil eden izmed prvih v Sloveniji s pokrito tribuno. 
V sezoni 2011–12 je NK Dob osvojil drugo mesto v drugi slovenski ligi ter si tako priigral kvalifikacije za Prvo slovensko nogometno ligo, kjer je ugnal kranjski Triglav. Ker Športni park Dob ne zadostuje predpisom Prve slovenske nogometne lige, bo bil potreben poseg v stadion, ali pa bi moral NK Dob odigral tekme prve lige drugje.